# Olympische Winterspiele 1980
| Medaillenspiegel               | Medaillenspiegel   | Medaillenspiegel | Medaillenspiegel | Medaillenspiegel | Medaillenspiegel |
| Platz                          | Land               | G                | S                | B                | Ges.             |
| ------------------------------ | ------------------ | ---------------- | ---------------- | ---------------- | ---------------- |
| 1                              | Sowjetunion        | 10               | 6                | 6                | 22               |
| 2                              | DDR                | 9                | 7                | 7                | 23               |
| 3                              | Vereinigte Staaten | 6                | 4                | 2                | 12               |
| 4                              | Österreich         | 3                | 2                | 2                | 7                |
| 5                              | Schweden           | 3                | 0                | 1                | 4                |
| 6                              | Liechtenstein      | 2                | 2                | 0                | 4                |
| 7                              | Finnland           | 1                | 5                | 3                | 9                |
| 8                              | Norwegen           | 1                | 3                | 6                | 10               |
| 9                              | Niederlande        | 1                | 2                | 1                | 4                |
| 10                             | Schweiz            | 1                | 1                | 3                | 5                |
| …                              | …                  | …                | …                | …                | …                |
| 12                             | BR Deutschland     | –                | 2                | 3                | 5                |
| Vollständiger Medaillenspiegel |                    |                  |                  |                  |                  |

Die Olympischen Winterspiele 1980 (auch XIII. Olympische Winterspiele genannt) wurden vom 13. bis 24. Februar 1980 in Lake Placid in den USA ausgetragen. Es waren bereits die dritten Winterspiele in den USA und die zweiten in Lake Placid nach 1932.

## Abstimmung
Die Abstimmung fand bei der 74. IOC-Session (23. Oktober 1974 in Wien) statt. Vancouver in Kanada, der einzig verbliebene andere Kandidat für diese Winterspiele (die anderen Bewerber, Banff, Oslo, Chamonix und Garmisch-Partenkirchen, hatten sich noch viel früher von ihrer Absicht verabschiedet), hatte seine Bewerbung bereits vor der Abstimmung aus finanziellen Gründen zurückgezogen.

## Sportstätten

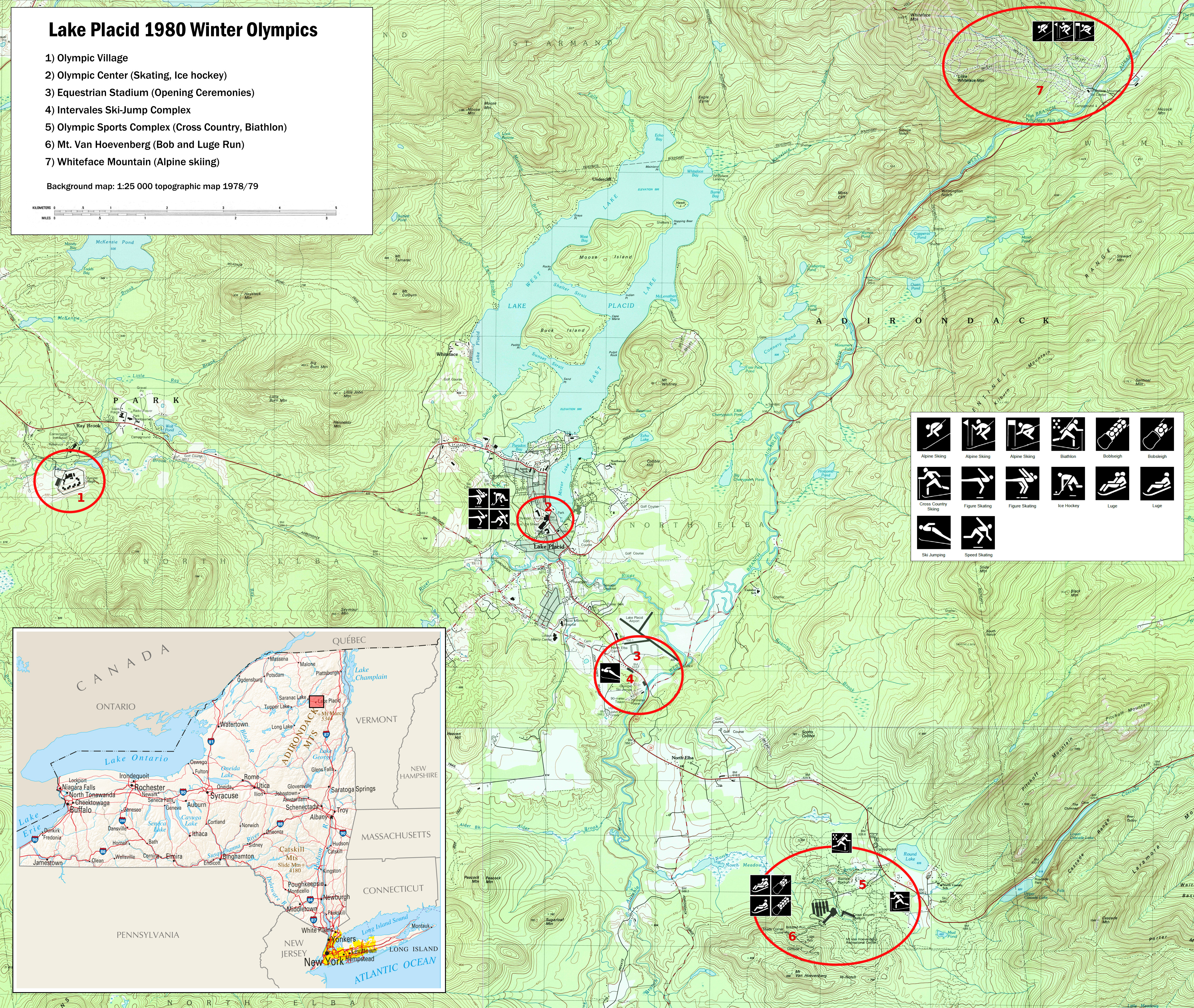
Karte der Sportstätten

Im Reitstadion von Lake Placid (Lake Placid Equestrian Stadium) wurde die Eröffnungsfeier abgehalten.
Im Olympic Center fanden, wie bereits bei den Spielen 1932, die Eishockeyspiele statt.
Die Alpinskiwettbewerbe wurden in Whiteface Mountain, die Bob- und Rodeldisziplinen auf der Olympia-Bobbahn Mount Van Hoevenberg durchgeführt.
Das Eiskunstlaufen fand im Olympic Field House statt.
Im Cascade Cross Country Ski Center starteten die Langläufer, Biathleten und Nordischen Kombinierer, die Sprungschanzen hießen Olympic Ski Jumps.
Auf dem James B. Sheffield Olympic Skating Rink wurden die Wettbewerbe der Eisschnellläufer ausgetragen.

## Maskottchen
Das Maskottchen der Spiele war „Roni“, ein Waschbär. Die Ringe auf dem Gesicht des Tieres erinnerten an die Schutzbrillen und Masken, welche von vielen Wintersportathleten während eines Wettkampfes getragen werden.

## Höhepunkte
Vor heimischem Publikum gewann das Eishockeyteam der USA völlig unerwartet eine Goldmedaille. Ein sensationeller Sieg über die UdSSR (Miracle on Ice) machte dies möglich, jedoch war dieses Match kein Finalspiel, denn es gab eine Finalrunde. Im abschließenden Spiel trafen die US-Amateure auf Finnland und gewannen auch dieses Spiel.

## Medien
- Das TV übertrug direkt in 40 Länder der Erde
- Was „Olympia im ORF“ betraf, so übertrug das TV alle Bewerbe auf „FS 1“, „Ö3“ war für die aktuelle Radioberichterstattung zuständig und brachte jeden Morgen in seiner Morgensendung „Ö3-Wecker“ einen „Olympiawecker“ von 7:15 bis 7:20 Uhr.

## Sportliche Erwartungen und Leistungen
- Die DDR gewann zwar die meisten Medaillen (23), doch lag in den üblichen Medaillentabellen, die die höhere Zahl an Goldmedaillen berücksichtigte, die Sowjetunion mit zehnmal Gold vor der DDR mit neunmal Gold.
- Die Medaillenbilanz der Bundesrepublik Deutschland blieb gegenüber vorangegangener Winterspiele, vor allem wegen Fehlens einer Goldmedaille, hinter den Erwartungen und führte naturgemäß zu dementsprechenden Kommentaren in den (Print-)Medien.
- Das österreichische Olympische Comité (ÖOC) entsandte 41 Aktive, 21 Betreuer und vier Funktionäre (einschließlich Präsident Kurt Heller), davon kamen vom Skiverband 13 Herren und 5 Damen. Insgesamt wurden 5 Medaillen angestrebt. Die Vereidigung durch Bundespräsident Rudolf Kirchschläger erfolgte am 29. Januar. Der Aufwand des ÖOC betrug 2,5 Millionen Schilling, die Kosten der Einkleidung der Olympiamannschaft (2 Mio. S) wurden von der Bundeswirtschaftskammer getragen.[3][4]
- Der 15-km-Skilanglauf der Herren mit Sieger Thomas Wassberg war der dramatischste Wettkampf der Spiele, denn der Zweitplatzierte Juha Mieto war nur um eine Hundertstelsekunde (der knappste Abstand eines Sieges in olympischen Langlaufbewerben) zurück. Dies führte dazu, dass die FIS die Zeitnehmung ab diesem Zeitpunkt mit Zehntelsekunden festlegte.

## Weitere besondere Ereignisse
- Erstmals nahm die Volksrepublik China an Olympischen Winterspielen teil, nachdem das IOC den bisherigen chinesischen Vertreter, Taiwan (Formosa), nicht zugelassen bzw. gefordert hatte, das nationale taiwanische Olympische Komitee müsse seinen Namen ändern und sich eine neue Flagge und eine neue Hymne zulegen.[5] Auch für Costa Rica war es die Premiere an Winterspielen, während Zypern überhaupt erstmals bei Olympischen Spielen dabei war.
- Obwohl kurz zuvor Präsident Jimmy Carter den Boykott der US-Sportler bei den Olympischen Sommerspielen 1980 in Moskau angekündigt hatte, waren die Sowjetunion und ihre sozialistischen Brüderländer in Lake Placid vertreten.
- Es waren dies die ersten Olympischen Winterspiele, bei denen Kunstschnee (artificial snow) verwendet wurde.[6]
- Eine zweite Gruppe der Sowjetsportler war in einer Aeroflotmaschine mit 134 Passagieren und 11 Crewmitgliedern am New Yorker Kennedy-Airport gelandet, obwohl vereinbart worden war, dass sowjetische Maschinen auf dem Dulles-Flughafen in Washington zu landen haben (am Kennedy-Airport werden diese Flugzeuge nicht abgefertigt). Dies bedeutete eine Verzögerung für die betreffenden Sportler.[7]

## Herausragende Sportler
- Eric Heiden (USA) gewann alle fünf Eisschnelllaufwettbewerbe, dabei brach er jeweils den olympischen Rekord, auf der 10.000-Meter-Strecke auch den Weltrekord.
- Hanni Wenzel (Liechtenstein) gewann in den drei Alpinen Skibewerben zwei Gold- und eine Silbermedaille und gewann außerdem die Weltmeisterschaftsgoldmedaille in der Kombination.
- Ulrich Wehling (DDR) in der Nordischen Kombination und Irina Rodnina (URS) im Eiskunstlauf gewannen jeweils zum dritten Mal hintereinander olympische Goldmedaillen in ihren Sportarten.
- Alexander Tichonow (URS) gewann nach 1968, 1972 und 1976 die vierte Goldmedaille in Folge mit der Biathlonstaffel.

## Teilnehmer
| Europa (791 Athleten aus 25 Nationen) | Europa (791 Athleten aus 25 Nationen) | Europa (791 Athleten aus 25 Nationen)                                                                              |
| --- | --- | --- |
| - Andorra (3) - Belgien (2) - Bulgarien (8) - DDR (53) - BR Deutschland (80) - Finnland (52) - Frankreich (22) - Griechenland (3) - Großbritannien (48) | - Island (6) - Italien (46) - Jugoslawien (15) - Liechtenstein (7) - Niederlande (29) - Norwegen (64) - Österreich (43) - Polen (30) - Rumänien (35) | - Schweden (61) - Schweiz (44) - Sowjetunion (86) - Spanien (8) - Tschechoslowakei (41) - Ungarn (2) - Zypern* (3) |
| Amerika (177 Athleten aus 5 Nationen) | | |
| - Argentinien (13) - Bolivien (3) | - Costa Rica* (1) - Kanada (59) | - Vereinigte Staaten (101)                                                                                         |
| Asien (90 Athleten aus 5 Nationen) | | |
| - China, Volksrepublik* (24) - Japan (50) | - Korea, Republik (10) - Libanon (3) | - Mongolei (3) |
| Ozeanien (14 Athleten aus 2 Nationen) | | |
| - Australien (9) | - Neuseeland (5) | |
| (Anzahl der Athleten) * Erstmalige Teilnahme an Winterspielen                                                                                           | | |

Insgesamt nahmen 1072 Athleten aus 37 Ländern an den Wettbewerben teil. Das waren 189 weniger, als noch bei den Spielen in Innsbruck.
Wie auch bei den beiden vorhergehenden Winterspielen nahm kein Athlet aus Afrika teil. Erstmals teilgenommen hat Zypern; für Costa Rica und die Volksrepublik China war es das Debüt bei Olympischen Winterspielen.

## Wettkampfprogramm
Es wurden 38 Wettbewerbe (24 für Männer, 12 für Frauen und 2 Mixed-Wettbewerbe) in 6 Sportarten/10 Disziplinen ausgetragen. Es gab nur eine Veränderung im olympischen Programm im Vergleich zu Innsbruck 1976 – im Biathlon wurde der 10-km-Sprint für Männer hinzugefügt. Die Anzahl der Sportarten/Disziplinen blieb gleich.

### Olympische Sportarten/Disziplinen
- Biathlon Gesamt (3) = Männer (3)
- Bob Gesamt (2) = Männer (2)
- Eishockey Gesamt (1) = Männer (1)
- Eislauf
  -  Eiskunstlauf Gesamt (4) = Männer (1)/Frauen (1)/Mixed (2)
  -  Eisschnelllauf Gesamt (9) = Männer (5)/Frauen (4)
- Rennrodeln Gesamt (3) = Männer (2)/Frauen (1)
- Skisport
  -  Ski Alpin Gesamt (6) = Männer (3)/Frauen (3)
  - Ski Nordisch
    -  Nordische Kombination Gesamt (1) = Männer (1)
    -  Skilanglauf Gesamt (7) = Männer (4)/Frauen (3)
    -  Skispringen Gesamt (2) = Männer (2)

Anzahl der Wettkämpfe in Klammern

### Zeitplan
| Zeitplan        | Zeitplan       | Zeitplan              | Zeitplan | Zeitplan | Zeitplan | Zeitplan | Zeitplan | Zeitplan | Zeitplan | Zeitplan | Zeitplan | Zeitplan | Zeitplan | Zeitplan | Zeitplan | Zeitplan           |
| Disziplin       | Disziplin      | Disziplin             | Di. 12.  | Mi. 13.  | Do. 14.  | Fr. 15.  | Sa. 16.  | So. 17.  | Mo. 18.  | Di. 19.  | Mi. 20.  | Do. 21.  | Fr. 22.  | Sa. 23.  | So. 24.  | Ent- schei- dungen |
| Disziplin       | Disziplin      | Disziplin             | Februar  | Februar  | Februar  | Februar  | Februar  | Februar  | Februar  | Februar  | Februar  | Februar  | Februar  | Februar  | Februar  | Ent- schei- dungen |
| --------------- | -------------- | --------------------- | -------- | -------- | -------- | -------- | -------- | -------- | -------- | -------- | -------- | -------- | -------- | -------- | -------- | ------------------ |
| Eröffnungsfeier |                |                       |          |          |          |          |          |          |          |          |          |          |          |          |          |                    |
| Biathlon        | Biathlon       | Biathlon              |          |          |          |          | 1        |          |          | 1        |          |          | 1        |          |          | 3                  |
| Bob             | Bob            | Bob                   |          |          |          |          | 1        |          |          |          |          |          |          |          | 1        | 2                  |
| Eishockey       | Eishockey      | Eishockey             |          |          |          |          |          |          |          |          |          |          |          |          | 1        | 1                  |
| Eislauf         | Eiskunstlauf   | Eiskunstlauf          |          |          |          |          |          | 1        |          | 1        |          | 1        |          | 1        |          | 4                  |
| Eislauf         | Eisschnelllauf | Eisschnelllauf        |          |          | 1        | 2        | 1        | 1        |          | 1        | 1        | 1        |          | 1        |          | 9                  |
| Rennrodeln      | Rennrodeln     | Rennrodeln            |          |          |          |          | 2        |          |          | 1        |          |          |          |          |          | 3                  |
| Skisport        | Ski Alpin      | Ski Alpin             |          |          | 1        |          |          | 1        |          | 1        |          | 1        | 1        | 1        |          | 6                  |
| Skisport        | Ski Nordisch   | Nordische Kombination |          |          |          |          |          |          |          | 1        |          |          |          |          |          | 1                  |
| Skisport        | Ski Nordisch   | Skilanglauf           |          |          | 1        | 1        |          | 1        | 1        |          | 1        | 1        |          | 1        |          | 7                  |
| Skisport        | Ski Nordisch   | Skispringen           |          |          |          |          |          | 1        |          |          |          |          |          | 1        |          | 2                  |
| Schlussfeier    |                |                       |          |          |          |          |          |          |          |          |          |          |          |          |          |                    |
| Entscheidungen  | Entscheidungen | Entscheidungen        |          |          | 3        | 3        | 5        | 5        | 1        | 6        | 2        | 4        | 2        | 5        | 2        | 38                 |
|                 |                |                       | Di. 12.  | Mi. 13.  | Do. 14.  | Fr. 15.  | Sa. 16.  | So. 17.  | Mo. 18.  | Di. 19.  | Mi. 20.  | Do. 21.  | Fr. 22.  | Sa. 23.  | So. 24.  |                    |
| Februar         |                |                       |          |          |          |          |          |          |          |          |          |          |          |          |          |                    |

Farblegende

## Sicherheit
Mehr als 70 FBI-Agenten sowie 700 Polizisten des Bundesstaates New York wurden Monate vorher auf alle möglichen Ereignisse in Trainings vorbereitet, viele mussten sogar gut Skifahren lernen, damit sie – als Überwacher auf den Skipisten – sich schnell weiterbewegen konnten. In den Trainings wurden auch weitere Fähigkeiten (Fortbewegung mit Schischuhen, Schießen von den Schiern aus) erlernt und es wurden Kidnappingfälle und Terroranschläge durchgespielt.
Für das olympische Dorf waren 1000 Personen aufgeboten, wobei es elektronische Hilfen gab, denn Zaun und Waldrand waren infrarot und wärmeempfindlich gesichert. Für die Kontrolle des Kofferraums bei ankommenden Personen waren deutsche Schäferhunde in US-Polizeidiensten eingesetzt. Allerdings hatten einige Mannschaften komfortable Häuser außerhalb des Olympiadorfes angemietet – deshalb hatte das deutsche Team einen Spezialisten der Antiterroreinheit und einen Kripomann mit nach Lake Placid gebracht. Auch nicht alle österreichischen Sportler (Alpine, Springer) wohnten im Dorf, was ihnen hinsichtlich der Nahrungsversorgung Probleme bereitete. Die Entfernung zwischen ihren Unterkünften und der Küche im Dorf war zu groß, um dafür dorthin zu fahren, außerdem fanden sie den Speiseplan zu amerikanisch und wenig anziehend. Sie wurden daher zu Selbstversorgern.

## Sonstige Anmerkungen
- Offiziell eröffnet wurden die Spiele durch den US-Vizepräsidenten Walter Mondale. Letzter Fackelträger war der US-amerikanische Teamarzt Charles Morgan Kerr. Den olympischen Eid sprachen der US-amerikanische Eisschnellläufer Eric Heiden und der US-amerikanische Eisschnelllauf-Kampfrichter Terry Mc Dermott.
- Der österreichische Elektrohandel hatte bereits in den letzten Wochen vor Olympia um 50 % mehr Fernsehgeräte als sonst verkauft; es wurde aber eingeschränkt, dass auch der Trend zu Zweitgeräten dafür verantwortlich war.[11]
- Der Veranstalter unterzog bereits Anfang November im Austin den Zentralcomputer einem Härtetest; er wurde zwei Tage lang unter Spitzenbelastung erprobt, um im Ernstfall Pannen zu vermeiden[12]
- Probleme gab es für die Privatzimmervermieter in Lake Placid und den fünf umliegenden Gemeinden. Während Hotels und Motels schon seit langem ausgebucht waren, hielt sich die Nachfrage für diese Kategorie in Grenzen. Einige versuchten dadurch entgegenzusteuern, indem sie zusätzlich Eintrittskarten für die olympischen Bewerbe angeboten haben. Die unsichere Lage wirkte sich auf den gesamten Wohnungsmarkt in Lake Placid und Umgebung aus, denn viele Mieter waren in Erwartung zahlungskräftiger Olympiagäste vor die Türe gesetzt worden[13]
- Es waren ca. 6000 Freiwillige im Einsatz, die sich für Kost und Quartier (spartanischer Schlafplatz) als "Heinzelmännchen" gemeldet hatten, um die Spiele aus nächster Nähe zu sehen.[14]
- Ein Vergleich mit den Spielen 1932 lautete, dass die damaligen vier Millionen US-Dollar gekostet und 330 Sportler teilgenommen hatten. Nun seien es 600 Millionen US-Dollar, es nehmen 1.800 Sportler und ca. gleich viel Betreuer teil, dazu waren 3.200 Journalisten aus aller Welt akkreditiert.[15]